# Walmor Battú Wichrowski
Walmor Battú Wichrowski (* 27. Oktober 1920 in Ijuí, Rio Grande do Sul; † 31. Oktober 2001 in Porto Alegre) war ein brasilianischer Geistlicher und römisch-katholischer Bischof von Cruz Alta.

## Leben
Walmor Battú Wichrowski empfing am 23. Dezember 1945 das Sakrament der Priesterweihe für das Bistum Santa Maria.
Papst Pius XII. ernannte ihn am 14. Februar 1958 zum Titularbischof von Sanavus und zum Weihbischof in Santos. Der Koadjutorbischof von Santa Maria, Luís Victor Sartori, spendete ihm am 25. Mai des nächsten Jahres die Bischofsweihe; Mitkonsekratoren waren der Bischof von Santos, Idílio José Soares, und der Bischof von Passo Fundo, João Cláudio Colling. Am 15. Juni 1958 fand die Amtseinführung im Bistum Santos statt.
Am 23. April 1960 ernannte ihn Papst Johannes XXIII. zum ersten Bischof des im Vormonat errichteten Bistums Nova Iguaçu. Bereits am 31. Mai 1961 verzichtete er auf das Bistum Nova Iguaçu. Papst Johannes XXIII. ernannte ihn mit gleichem Datum zum Titularbischof von Phelbes und zum Weihbischof in Santa Maria.
Er nahm an allen vier Sitzungsperioden des Zweiten Vatikanischen Konzils als Konzilsvater teil. Im Jahr 1965 wurde er von der Tätigkeit als Weihbischof in Santa Maria entbunden.
Am 27. Mai 1971 ernannte ihn Papst Paul VI. zum ersten Bischof des mit gleichem Datum errichteten Bistums Cruz Alta. Nachdem es auch hier zu Unstimmigkeiten gekommen war, nahm der Papst am 16. November 1972 seinen Verzicht auf das Bistum Cruz Alta an und ernannte ihn erneut zum Titularbischof von Phelbes.